# Juan Guerra Salazar
Juan Guerra Salazar o Juan Guerra de Salazar (La Serena, 1567 - ¿Santiago?, 1619) fue el primer chileno en recibir en Lima el grado de bachiller en medicina y tener el título de médico. Además, fue el primer médico nacido en Chile en ejercer su profesión; trabajó en Santiago, Concepción y La Serena.

## Biografía
Nacido en La Serena, en el entonces Reino de Chile (parte del Virreinato del Perú), realizó sus estudios en Lima (Perú). Una vez finalizados estos, sus conocimientos fueron puestos a prueba por el protomédico peruano Iñigo de Ormero en 1592, preguntándole sobre diversos temas como anatomía, llagas, heridas y otros males, aprobando satisfactoriamente. El 17 de octubre de este mismo año, Guerra recibió su título.
Las aspiraciones de Guerra no terminaron allí; su objetivo era ejercer en Chile. El 9 de enero de 1593 viajó a Santiago para solicitar la licencia que validaría su condición de médico en dicho país. Casi un mes después, el 4 de febrero, el gobernador Óñez de Loyola firmó el decreto que lo nombró médico.
Posteriormente, obtuvo el cargo de médico en el Hospital del Socorro, aprobado por el cabildo de Santiago, para así convertirse en el primer médico chileno en ejercer en el país.
Hacia 1600, Juan Guerra Salazar era uno de los principales médicos de Chile, fue nombrado médico de la ciudad de Santiago en 1604 y cirujano mayor en 1611. Cuatro años más tarde, el gobernador Alonso de Ribera de Pareja lo designó protomédico del Reino de Chile, como culminación de su carrera profesional y por ser el primer médico nacido en Chile.
Juan Guerra Salazar marcó el cambio generacional de médicos de los años 1593 a 1595, reemplazando a los médicos que habían llegado en la Conquista, sin duda fue uno de los más importantes dado su nacionalidad.
Se dice que Salazar trabajó gratuitamente por un tiempo y que su carrera duró 25 años. Falleció en 1619 dejando un legado que marcó el inicio de la medicina chilena propiamente tal en la historia.